# EAN-codeboek
Het EAN-codeboek is een lijst waarin netbeheerders en leveranciers van energie elke gas- of elektriciteitsaansluiting in Nederland en België een eigen  EAN-code gegeven hebben. Voor de energiemarkt is dit een uniek getal van 18 cijfers, dat de netbeheerder aan een aansluiting toekent. Een netbeheerder registreert tevens wie energieleverancier is. De meeste woningen in Nederland en België hebben een EAN-code voor (aard)gas en een EAN-code voor elektriciteit. Dit kan iedereen nazoeken via een gratis toegankelijke website in Nederland, of in België via Fluvius (Vlaanderen) of Sibelga (Brussel). 
De netbeheerders en leveranciers van energie gebruiken deze EAN-codes voor onderlinge communicatie. 